# 耶索洛
耶索洛（義大利語：Jesolo），是意大利威尼托大区威尼斯省的一个市镇。总面积95平方公里，人口25232人，人口密度265.6人/平方公里（2009年）。国家统计（ISTAT）代码为027019。